# Mars 1969A
Unter der Bezeichnung Mars 1969A wird eine gescheiterte sowjetische Marssonde geführt, die am 27. März 1969 gestartet wurde, aber 438 Sekunden nach dem Start explodierte, da es zu Fehlfunktion in einer Turbopumpe  der dritten Stufe der Proton-Trägerrakete kam und diese Feuer fing.
Die Sonde sollte sechs Monate nach dem Start in einen Orbit um den Mars einschwenken. Geplant war zunächst ein hochelliptischer Orbit (Höhe 1700–34.000 km) mit einer Neigung von 40 Grad und einer Dauer von 24 Stunden, danach das Absenken der Periapsis auf 500 bis 700 km. Aus der Umlaufbahn sollte die Oberfläche des Mars mit drei Kameras fotografiert werden. Jede Kamera konnte 160 Bilder speichern, die mit einer Parabolantenne von 2,8 m Durchmesser zur Erde übertragen worden wären. Als weitere wissenschaftliche Instrumente waren ein Radiometer, ein Wasserdampfdetektor, ein Ultraviolett- und Infrarotspektrometer, ein Strahlungsdetektor, ein Gammaspektrometer, ein Wasserstoff/Helium-Massenspektrometer, ein Solarplasmaspektrometer und ein Niedrigenergie-Ionenspektrometer vorhanden. Zur Energieversorgung hatte die Sonde zwei Solarpaneele mit einer Gesamtfläche von sieben Quadratmetern. Mars 1969B, die Schwestersonde von Mars 1969A, wurde am 2. April 1969 gestartet und ging ebenfalls durch einen Fehlstart verloren.